# Kockica
Kockica je 10-nadstropna mešana stavba, ki se nahaja na Prisavljah 14 v Zagrebu, glavnem mestu Hrvaške. Prvotno je bila stavba zgrajena za nastanitev Centralnega komiteja Zveze komunistov Hrvaške, trenutno pa je sedež Ministrstva za pomorstvo, promet in infrastrukturo ter Ministrstva za turizem Hrvaške. Njen arhitekt je Hrvat Ivan (Ivo) Vitić. Gradnja stavbe se je začela leta 1963, vendar se je ta zaradi zagrebških poplav leta 1964 zavlekla, stavba pa je bila končana leta 1968.